# 青木智子
青木 智子（あおき ともこ、1966年1月21日 - ）は、日本の心理学者・臨床心理士。平成国際大学教授。学位は、博士（文学）。韓国大田（テジョン）・大田美術治療研究所・スーパーバイザー、アーツセラピー研究所（所長：杉浦京子日本医科大学助教授）研究員、内閣府日本学術会議事務局上席学術研究員。

## 略歴
- 1989年3月　立正大学文学部哲学科心理学コース卒業
- 1991年3月　立正大学大学院文学研究科社会学専攻修士課程修了（文学修士）
- 1991年4月　BASFジャパン株式会社有機薬品部勤務
- 1993年より　（株）日本能率協会マネジメントセンター通信教育事業本部通信教育「心理学講座」カウンセラー
- 1995年3月　立正大学大学院文学研究科博士課程社会学専攻単位取得満期退学
- 2002年3月　立正大学大学院文学研究科博士後期課程哲学専攻（心理学コース）修了（博士（文学））

立正大学、城西大学、駿河台大学、東海学園大学、千葉商科大学、桜美林大学等、数多くの大学非常勤講師を経て
- 1999年4月　東北文化学園大学医療福祉学部リハビリテーション学科　助教授
- 2003年3月　立正大学　文学博士　論文の題は「コラージュ療法の個人面接・グループワークにおける発展的活用：事例研究を中心とした効果検討を通して 」[1]。
- 2003年4月 - 2005年7月　東京都スクールカウンセラー
- 2005年8月　韓国・又松大学校・社会医療福祉学部・教授
- 2006年4月　文京学院大学保健医療技術学部　教授、韓国・又松大学　客員教授、東洋学園大学講師、宇都宮短期大学講師、韓国大田美術治療研究所講師（韓国芸術療法学会認定の「コラージュ療法」講座）
- 2010年9月　韓国啓明大学校　教授

## 主な著書
- 『経営産業心理学パースペクティブ』（共著）
- 『経営心理学トピックス100』（共著）
- 『会社の人間関係がわかる本』（共著）
- 『MS-WORDで学ぶ英文タイプ演習』（共著）
- 『人間関係学トピックス100』（共著）
- 『スクールカウンセラーの基礎知識』（共著）
- 『図説臨床心理学』（共著）
- 『心と身体のカウンセリング大辞典』（共著）
- 『コラージュ療法の発展的活用―個人面接・グループワークでの事例を中心として』（風間書房）
- その他多数

## 所属学会
- 日本心理学会
- 日本心理臨床学会
- 日本カウンセリング学会
- 日本芸術療法学会
- 日本産業カウンセリング学会
- 経済産業省認可公益法人・文部科学省学術会議協力学術研究団体（社）パーソナルコンピュータユーザ利用技術協会（理事）
- パーソナルコンピュータ利用技術学会（理事）

## 専門分野
- 心理学（臨床心理学・芸術療法）
- コンピュータリテラシ
- 情報文化
- コンピュータネットワーク不安
- コンピュータセキュリティ意識
- ネット中毒
- サイバー心理学

## その他
- 趣味は旅行、読書、三味線
- 小学5年の時、「日本社会党」政党イメージポスターのモデル（全国規模）を務めた。